# Tangachromis dhanisi
Espèce
Statut de conservation UICN

 LC  : Préoccupation mineure
Tangachromis dhanisi est une espèce de poisson de la famille des Cichlidés endémique du lac Tanganyika.

## Référence
- Poll, 1949 : Deuxième série de Cichlidae nouveaux recueillis par la mission hydrobiologique belge en Lac Tanganyika (1946-1947). Bulletin de l'Institut royal des Sciences naturelles de Belgique 25-33 pp. 1-55. (Limnochromis dhanisi)